# I Am the West
I Am the West is het negende soloalbum van Ice Cube. Het werd uitgebracht op 28 september 2010. De eerste single, "I Rep That West", is op 27 juli 2010 als video uitgebracht. De derde single, "She Couldn't Make It On Her Own", is uitgebracht op 31 augustus 2010. Een muziekvideo voor "Too West Coast" is uitgebracht op 5 oktober 2010.

## Tracklist
| Nr. | Titel                                                      | Duur |
| --- | ---------------------------------------------------------- | ---- |
| 1.  | A Boy Was Conceived (intro)                                | 0:26 |
| 2.  | Soul on Ice                                                | 3:39 |
| 3.  | Life In California (met Jayo & WC)                         | 4:02 |
| 4.  | She Couldn't Make It on Her Own (met OMG & Doughboy)       | 2:58 |
| 5.  | Urbanian                                                   | 2:25 |
| 6.  | Y'all Know How I Am (met OMG, Doughboy, WC & Young Maylay) | 2:18 |
| 7.  | Too West Coast (met WC & Young Maylay)                     | 2:58 |
| 8.  | I Rep That West (met JIGG)                                 | 4:31 |
| 9.  | Drink the Kool-Aid                                         | 3:09 |
| 10. | No Country For Young Men                                   | 4:13 |
| 11. | It Is What It Is                                           | 3:21 |
| 12. | Hood Robbin                                                | 3:45 |
| 13. | Your Money Or Your Life                                    | 3:23 |
| 14. | Nothing Like L.A.                                          | 3:20 |
| 15. | All Day, Every Day                                         | 2:21 |
| 16. | Fat Cat                                                    | 2:54 |
| 17. | Man Vs. Machine                                            | 2:27 |
| 18. | Pros Vs. Joes                                              | 2:19 |